# Гарлісвілл (Пенсільванія)
Гарлісвілл (англ. Harleysville) — переписна місцевість (CDP) в США, в окрузі Монтгомері штату Пенсільванія. Населення — 9899 осіб (2020).

## Географія
Гарлісвілл розташований за координатами 40°16′42″ пн. ш. 75°23′16″ зх. д. / 40.27833° пн. ш. 75.38778° зх. д. (40.278403, -75.387857).  За даними Бюро перепису населення США в 2010 році переписна місцевість мала площу 10,82 км², з яких 10,81 км² — суходіл та 0,01 км² — водойми.

## Демографія
Згідно з переписом 2010 року, у переписній місцевості мешкало 9286 осіб у 3647 домогосподарствах у складі 2511 родини. Густота населення становила 858 осіб/км².  Було 3786 помешкань (350/км²).
Расовий склад населення:
| - 92,0 % — білих - 3,5 % — азіатів - 2,6 % — чорних або афроамериканців - 0,1 % — корінних американців |

До двох чи більше рас належало 1,2 %. Частка іспаномовних становила 2,4 % від усіх жителів.
За віковим діапазоном населення розподілялося таким чином: 24,0 % — особи молодші 18 років, 59,0 % — особи у віці 18—64 років, 17,0 % — особи у віці 65 років та старші. Медіана віку мешканця становила 41,4 року. На 100 осіб жіночої статі у переписній місцевості припадало 90,6 чоловіків;  на 100 жінок у віці від 18 років та старших — 86,9 чоловіків також старших 18 років.
Середній дохід на одне домашнє господарство  становив 96 910 доларів США (медіана — 81 228), а середній дохід на одну сім'ю — 113 266 доларів (медіана — 98 185). Медіана доходів становила 66 136 доларів для чоловіків та 50 568 доларів для жінок. За межею бідності перебувало 3,4 % осіб, у тому числі 3,4 % дітей у віці до 18 років та 3,8 % осіб у віці 65 років та старших.
Цивільне працевлаштоване населення становило 4810 осіб. Основні галузі зайнятості: освіта, охорона здоров'я та соціальна допомога — 22,3 %, виробництво — 17,7 %, фінанси, страхування та нерухомість — 11,6 %, науковці, спеціалісти, менеджери — 11,4 %.